# 레몬 테이블
《레몬 테이블》(영어: The Lemon Table)은 줄리언 반스의 두 번째 단편집이다. 노쇠'와 '죽음'이라는 주제를 다룬 11편의 단편이 실려 있다. 각각의 단편은 서로 다른 인물들의 삶을 다양한 시점과 형식을 다루며, 삶과 죽음에 대해 진지하게 고민한다. 단편들은 이전에 뉴요커와 인디펜던트 지 등에 실렸던 것이다. 대한민국에는 열린책들에서 신재실 번역으로 출간되었다.

## 수록 단편 목록
- 〈이발의 어제와 오늘〉(A Short History of Hairdressing)
- 〈마츠 이스라엘손의 이야기〉(The Story of Mats Israelson)
- 〈알고 있는 일들〉(The Things You Know)
- 〈건강 관리법〉(Hygiene)
- 〈재연〉(The Revival)
- 〈자원봉사 감시원〉(Vigilance)
- 〈나무껍질〉(Bark)
- 〈실용프랑스어〉(Knowing French)
- 〈식욕〉(Appetite)
- 〈과일보호망〉(The Fruit Cage)
- 〈침묵〉(The Silence)